# Handball-FDGB-Pokal 1988/89
Der Handball-FDGB-Pokal der Herren wurde mit der Saison 1988/89 zum 19. Mal ausgetragen. Der SC Empor Rostock verteidigte seinen Titel aus dem Vorjahr und errang seinen fünften Pokalgewinn in Folge. Rostock, dass die beständigste Mannschaft der Endrunde stellte, ließ nur gegen den Zweiten Dynamo Berlin einen Punkt liegen und sicherten sich die Teilnahme am Europapokal der Pokalsieger.

## Teilnehmende Mannschaften
Für den FDGB-Pokal hatten sich folgende 64 Mannschaften qualifiziert:
| DDR-Oberliga die 12 Vereine der Saison 1988/89 | DDR-Liga die 24 Vereine der Saison 1988/89 | Bezirksvertreter die 25 Vereine aus der Saison 1987/88 (Meister, Pokalsieger bzw. Pokalfinalisten) die 3 DDR-Liga Absteiger der Saison 1987/88 |
| - SC Magdeburg - ASK Vorwärts Frankfurt/O. - SC Dynamo Berlin - SC Empor Rostock (TV) - SC Leipzig - BSG Motor Eisenach - BSG Post Schwerin - SG Dynamo Halle-Neustadt - BSG Wismut Aue - SG Stahl Brandenburg/Kirchmöser - BSG Lokomotive RAW Cottbus - SG Lok/Motor Süd-Ost Magdeburg (TV) – Titelverteidiger | Staffel Nord - BSG SVKE Britz - SC Dynamo Berlin II - BSG ZAB Dessau - ASK Vorwärts Frankfurt/O. II - SC Empor Rostock II - SG Dynamo/Motor Staßfurt - BSG Chemie Premnitz - BSG EAW Treptow - BSG Chemie Piesteritz - BSG Post Schwerin II - SG Dynamo „Dr. Kurt Fischer“ Berlin - BSG Lokomotive RAW Cottbus II Staffel Süd - ASG Offiziershochschule Löbau - BSG Grubenlampe Zwickau - SC Magdeburg II - SC Leipzig II - SG Dynamo Mitte/EGS Suhl - HSG Wissenschaft Freiberg - BSG Motor Eisenach II - BSG Motor Hermsdorf - SG Dynamo Halle-Neustadt II - HG 85 Köthen - TSG Calbe - BSG Wismut Aue II | - Bezirk Rostock BSG Motor Stralsund BSG Schiffahrt/Hafen Rostock SG Dynamo Rostock-Ost - Bezirk Schwerin BSG Lokomotive Hagenow - Bezirk Neubrandenburg BSG Einheit/Sirokko Neubrandenburg BSG Einheit/Sirokko Neubrandenburg II - Bezirk Potsdam HSG PH Potsdam BSG Motor Hennigsdorf - Ost-Berlin BSG Rotation Prenzlauer Berg - Bezirk Frankfurt (Oder) BSG Stahl Eisenhüttenstadt BSG WGK Frankfurt/O. BSG Schichtpresstoffwerk Bernau - Bezirk Magdeburg BSG Chemie Genthin - Bezirk Halle BSG Motor Bernburg BSG ZAB Dessau II - Bezirk Leipzig BSG Aktivist Kemmlitz/Mutzschen BSG Lokomotive Delitzsch - Bezirk Cottbus BSG Lokomotive Hoyerswerda TSG Bad Liebenwerda - Bezirk Dresden SG Dynamo „Artur Becker“ Dresden BSG Motor Cunewalde - Bezirk Karl-Marx-Stadt BSG Motor Spinnereimaschinenbau Karl-Marx-Stadt - Bezirk Erfurt LG Mühlhausen BSG Obertrikotagen Apolda - Bezirk Gera BSG Wismut Ronneburg BSG Motor Königsee - Bezirk Suhl BSG Traktor Breitungen BSG Plasta Sonneberg |

## Modus
In sechs Runden, die alle im K.-o.-System ausgespielt wurden, wurde der sechste Teilnehmer für das Endrunden-Turnier ermittelt. An der ersten Hauptrunde nahmen zwei Betriebssportgemeinschaften bzw. Sportgemeinschaften der Handball-Oberliga (9. des Spieljahres 1987/88 sowie der Aufsteiger aus der Qualifikationsrunde), die Mannschaften aus der Handball-DDR-Liga und sämtliche Bezirksvertreter teil. In der zweiten Hauptrunde kamen dann die restlichen fünf Betriebssportgemeinschaften bzw. Sportgemeinschaften aus der Handball-Oberliga dazu. Die Auslosung erfolgte in beiden Runden nach möglichst territorialen Gesichtspunkten und brachte in der 1. Hauptrunde den Bezirksvertretern einen Heimvorteil gegenüber höherklassigen Mannschaften. Ab der 3. Hauptrunde wurde dann frei gelost. Im Endrunden-Turnier, welches im Modus „Jeder gegen Jeden“ ausgetragen wurde, traf der Qualifikationssieger auf die gesetzten fünf Sportclub Mannschaften aus der DDR-Oberliga.

## 1. Hauptrunde
| Datum            |                                                 | Ergebnis    |                                     |
| ---------------- | ----------------------------------------------- | ----------- | ----------------------------------- |
| Sa 17.09., 14:00 | BSG Einheit/Sirokko Neubrandenburg II           | 14:30       | SG Dynamo Mitte/EGS Suhl            |
| Sa 17.09., 14:00 | BSG ZAB Dessau II                               | 13:22       | HG 85 Köthen                        |
| Sa 17.09., 15:30 | BSG Lokomotive Hagenow                          | 16:29       | BSG Stahl Eisenhüttenstadt          |
| Sa 17.09., 15:30 | SC Empor Rostock II                             | 26:17       | BSG Post Schwerin II                |
| Sa 17.09., 15:30 | BSG SVKE Britz                                  | 28:20       | BSG Motor Hennigsdorf               |
| Sa 17.09., 15:30 | BSG Motor Stralsund                             | 19:17       | ASK Vorwärts Frankfurt/O. II        |
| Sa 17.09., 15:30 | SG Dynamo Rostock-Ost                           | 16:21       | BSG Schiffahrt/Hafen Rostock        |
| Sa 17.09., 15:30 | BSG Einheit/Sirokko Neubrandenburg              | 22:33       | SG Dynamo „Dr. Kurt Fischer“ Berlin |
| Sa 17.09., 15:30 | BSG WGK Frankfurt/O.                            | 18:31       | BSG Chemie Premnitz                 |
| Sa 17.09., 15:30 | HSG PH Potsdam                                  | 13:22       | SC Dynamo Berlin II                 |
| Sa 17.09., 15:30 | BSG Aktivist Kemmlitz/Mutzschen                 | 27:32       | BSG Lokomotive RAW Cottbus II       |
| Sa 17.09., 15:30 | BSG Motor Bernburg                              | 34:23       | BSG Lokomotive Hoyerswerda          |
| Sa 17.09., 15:30 | BSG Lokomotive Delitzsch                        | 23:27       | SC Leipzig II                       |
| Sa 17.09., 15:30 | TSG Bad Liebenwerda                             | 29:31 n. V. | SG Dynamo Halle-Neustadt II         |
| Sa 17.09., 15:30 | BSG ZAB Dessau                                  | 22:19       | SG Lok/Motor Süd-Ost Magdeburg      |
| Sa 17.09., 15:30 | TSG Calbe                                       | 17:25       | SG Dynamo/Motor Staßfurt            |
| Sa 17.09., 15:30 | BSG Chemie Genthin                              | 22:26       | SC Magdeburg II                     |
| Sa 17.09., 15:30 | BSG Motor Königsee                              | 26:24       | BSG Wismut Ronneburg                |
| Sa 17.09., 15:30 | LG Mühlhausen                                   | 18:24       | BSG Motor Eisenach II               |
| Sa 17.09., 15:30 | BSG Plasta Sonneberg                            | 20:22       | BSG Motor Hermsdorf                 |
| Sa 17.09., 15:30 | BSG Traktor Breitungen                          | 28:30 n. V. | BSG Obertrikotagen Apolda           |
| Sa 17.09., 15:30 | BSG Motor Cunewalde                             | 12:19       | ASG Offiziershochschule Löbau       |
| Sa 17.09., 15:30 | SG Dynamo „Artur Becker“ Dresden                | 30:23       | BSG Wismut Aue II                   |
| Sa 17.09., 15:30 | BSG Motor Spinnereimaschinenbau Karl-Marx-Stadt | 13:25       | BSG Grubenlampe Zwickau             |
| So 18.09., 11:00 | BSG Schichtpresstoffwerk Bernau                 | 11:19       | BSG Rotation Prenzlauer Berg        |
| So 18.09., 11:00 | BSG Chemie Piesteritz                           | 33:22       | BSG EAW Treptow                     |
| Mi 28.09., 18:00 | HSG Wissenschaft Freiberg                       | :           | BSG Wismut Aue                      |

## 2. Hauptrunde
| Datum            |                                     | Ergebnis |                                 |
| ---------------- | ----------------------------------- | -------- | ------------------------------- |
| Sa 22.10., 14:00 | SG Dynamo Halle-Neustadt II         | 30:14    | BSG Motor Königsee              |
| Sa 22.10., 14:15 | BSG Rotation Prenzlauer Berg        | 30:27    | SC Magdeburg II                 |
| Sa 22.10., 15:30 | SG Dynamo „Artur Becker“ Dresden    | 16:21    | BSG Wismut Aue                  |
| Sa 22.10., 15:30 | SC Leipzig II                       | 23:22    | BSG Grubenlampe Zwickau         |
| Sa 22.10., 15:30 | BSG Motor Stralsund                 | 17:22    | SC Dynamo Berlin II             |
| Sa 22.10., 15:30 | BSG Schiffahrt/Hafen Rostock        | 24:23    | BSG SVKE Britz                  |
| Sa 22.10., 15:30 | BSG Chemie Premnitz                 | 16:23    | BSG Post Schwerin               |
| Sa 22.10., 15:30 | SC Empor Rostock II                 | 23:24    | SG Stahl Brandenburg/Kirchmöser |
| Sa 22.10., 15:30 | BSG Stahl Eisenhüttenstadt          | 25:22    | BSG Lokomotive RAW Cottbus II   |
| Sa 22.10., 15:30 | SG Dynamo „Dr. Kurt Fischer“ Berlin | 26:30    | SG Dynamo/Motor Staßfurt        |
| Sa 22.10., 15:30 | SG Dynamo Halle-Neustadt            | 27:25    | BSG ZAB Dessau                  |
| Sa 22.10., 15:30 | HG 85 Köthen                        | 32:10    | BSG Obertrikotagen Apolda       |
| Sa 22.10., 15:30 | BSG Chemie Piesteritz               | 23:70    | BSG Motor Hermsdorf             |
| Sa 22.10., 15:30 | BSG Motor Eisenach II               | 23:20    | BSG Motor Bernburg              |
| Sa 22.10., 15:30 | ASG Offiziershochschule Löbau       | 14:18    | BSG Lokomotive RAW Cottbus      |
| So 23.10., 11:00 | SG Dynamo Mitte/EGS Suhl            | 18:20    | BSG Motor Eisenach              |

## 3. Hauptrunde
| Datum            |                                 | Ergebnis    |                              |
| ---------------- | ------------------------------- | ----------- | ---------------------------- |
| Sa 26.11., 15:30 | BSG Wismut Aue                  | 22:17       | BSG Motor Eisenach II        |
| Sa 26.11., 15:30 | BSG Lokomotive RAW Cottbus      | 24:15       | SG Dynamo Halle-Neustadt II  |
| Sa 26.11., 15:30 | SG Stahl Brandenburg/Kirchmöser | 30:29 n. V. | HG 85 Köthen                 |
| Sa 26.11., 15:30 | BSG Motor Eisenach              | 18:17       | BSG Chemie Piesteritz        |
| Sa 26.11., 15:30 | SG Dynamo/Motor Staßfurt        | 29:28 n. V. | BSG Rotation Prenzlauer Berg |
| Sa 26.11., 15:30 | BSG Schiffahrt/Hafen Rostock    | 20:24       | BSG Post Schwerin            |
| Mi 30.11., 17:00 | SG Dynamo Halle-Neustadt        | 28:21       | SC Leipzig II                |
| Mi 30.11., 17:00 | SC Dynamo Berlin II             | 31:18       | BSG Stahl Eisenhüttenstadt   |

## 4. Hauptrunde
| Datum            |                                 | Ergebnis |                            |
| ---------------- | ------------------------------- | -------- | -------------------------- |
| Sa 14.01., 15:30 | BSG Post Schwerin               | 28:19    | SG Dynamo/Motor Staßfurt   |
| Sa 14.01., 15:30 | BSG Wismut Aue                  | 25:23    | SG Dynamo Halle-Neustadt   |
| Fr 20.01., 17:00 | SC Dynamo Berlin II             | 22:21    | BSG Motor Eisenach         |
| Di 31.01., 17:00 | SG Stahl Brandenburg/Kirchmöser | 25:23    | BSG Lokomotive RAW Cottbus |

## 5. Hauptrunde
| Datum            |                                 | Ergebnis |                     |
| ---------------- | ------------------------------- | -------- | ------------------- |
| Sa 18.03., 15:30 | BSG Post Schwerin               | 33:31    | BSG Wismut Aue      |
| Sa 18.03., 15:30 | SG Stahl Brandenburg/Kirchmöser | 22:19    | SC Dynamo Berlin II |

## 6. Hauptrunde
| Datum                  |                                 | Gesamt |                   | Hinspiel | Rückspiel |
| ---------------------- | ------------------------------- | ------ | ----------------- | -------- | --------- |
| Sa 6. Mai / Sa 13. Mai | SG Stahl Brandenburg/Kirchmöser | 52:45  | BSG Post Schwerin | 27:19    | 25:26     |

 Qualifikant für das Endrunden-Turnier

## Endrunde
Hauptspielort der Endrunde, die vom 7. bis 11. Juni 1989 ausgetragen wurde, war die Rostocker Sport- und Kongresshalle. Weitere vier Spiele fanden in der Wismarer Sport- und Mehrzweckhalle an der Bürgermeister-Haupt-Straße statt.

### Spiele
1. Spieltag:
| Datum            |                           | Ergebnis |                                 | Spielort |
| ---------------- | ------------------------- | -------- | ------------------------------- | -------- |
| Mi 07.06., 17:00 | SC Magdeburg              | 26:27    | SC Empor Rostock                | Rostock  |
| Mi 07.06., 17:00 | ASK Vorwärts Frankfurt/O. | 23:27    | SG Stahl Brandenburg/Kirchmöser | Wismar   |
| Mi 07.06., 18:30 | SC Leipzig                | 24:25    | SC Dynamo Berlin                | Rostock  |

2. Spieltag:
| Datum            |                                 | Ergebnis |                  | Spielort |
| ---------------- | ------------------------------- | -------- | ---------------- | -------- |
| Do 08.06., 17:00 | SG Stahl Brandenburg/Kirchmöser | 25:28    | SC Empor Rostock | Wismar   |
| Do 08.06., 17:30 | SC Leipzig                      | 17:19    | SC Magdeburg     | Rostock  |
| Do 08.06., 19:00 | ASK Vorwärts Frankfurt/O.       | 26:26    | SC Dynamo Berlin | Rostock  |

3. Spieltag:
| Datum            |                                 | Ergebnis |                           | Spielort |
| ---------------- | ------------------------------- | -------- | ------------------------- | -------- |
| Fr 09.06., 17:30 | SG Stahl Brandenburg/Kirchmöser | 19:25    | SC Leipzig                | Rostock  |
| Fr 09.06., 18:00 | SC Dynamo Berlin                | 27:23    | SC Magdeburg              | Wismar   |
| Fr 09.06., 19:00 | SC Empor Rostock                | 29:17    | ASK Vorwärts Frankfurt/O. | Rostock  |

4. Spieltag:
| Datum            |                  | Ergebnis |                                 | Spielort |
| ---------------- | ---------------- | -------- | ------------------------------- | -------- |
| Sa 10.06., 14:30 | SC Magdeburg     | 30:25    | SG Stahl Brandenburg/Kirchmöser | Rostock  |
| Sa 10.06., 17:00 | SC Leipzig       | 19:21    | ASK Vorwärts Frankfurt/O.       | Wismar   |
| Sa 10.06., 17:30 | SC Empor Rostock | 26:26    | SC Dynamo Berlin                | Rostock  |

5. Spieltag:
| Datum            |                           | Ergebnis |                                 | Spielort |
| ---------------- | ------------------------- | -------- | ------------------------------- | -------- |
| So 11.06., 09:30 | SC Dynamo Berlin          | 26:20    | SG Stahl Brandenburg/Kirchmöser | Rostock  |
| So 11.06., 11:00 | SC Empor Rostock          | 27:26    | SC Leipzig                      | Rostock  |
| So 11.06., 12:30 | ASK Vorwärts Frankfurt/O. | 18:24    | SC Magdeburg                    | Rostock  |

### Abschlusstabelle
| Pl. | Mannschaft                      | Sp. | S | U | N | Tore    | Diff. | Punkte |
| --- | ------------------------------- | --- | - | - | - | ------- | ----- | ------ |
| 1.  | SC Empor Rostock                | 5   | 4 | 1 | 0 | 137:120 | +17   | 09:10  |
| 2.  | SC Dynamo Berlin                | 5   | 3 | 2 | 0 | 130:119 | +11   | 08:20  |
| 3.  | SC Magdeburg                    | 5   | 3 | 0 | 2 | 122:114 | +8    | 06:40  |
| 4.  | ASK Vorwärts Frankfurt/O.       | 5   | 1 | 1 | 3 | 105:125 | −20   | 03:70  |
| 5.  | SC Leipzig                      | 5   | 1 | 0 | 4 | 111:111 | ±0    | 02:80  |
| 6.  | SG Stahl Brandenburg/Kirchmöser | 5   | 1 | 0 | 4 | 116:132 | −16   | 02:80  |

Platzierungskriterien: 1. Punkte – 2. Direkter Vergleich (Punkte, Tordifferenz, geschossene Tore) – 3. Tordifferenz – 4. geschossene Tore

### FDGB-Pokalsieger
| 1.                        | SC Empor Rostock |
| ------------------------- | --- |
| Logo vom SC Empor Rostock | - Tor: Jürgen Rohde, Andreas Rohde - Feldspieler: Stephan Garbe (16/–), Rüdiger Borchardt (35/10), Holger Langhoff (12/–), Frank-Michael Wahl (29/5) , Matthias Hahn (16/–), Heiko Ganschow (7/–), Tilo Strauch (6/–), Ralf Hoffmann (1/–), Michael Wegner (13/2), Matthias Bölk (2/–) – (Tore/7 m) - Trainer: Reiner Ganschow |

### Torschützenliste
Torschützenkönig des Endturniers wurde Rüdiger Borchardt vom SC Empor Rostock mit 35 Toren.
|     | Spieler            | Mannschaft                      | Tore / 7m |
| --- | ------------------ | ------------------------------- | --------- |
| 01. | Rüdiger Borchardt  | SC Empor Rostock                | 35 / 10   |
| 02. | Heiko Triepel      | SC Magdeburg                    | 33 / 02   |
| 03. | Frank-Michael Wahl | SC Empor Rostock                | 29 / 05   |
| 04. | Uwe Seidel         | ASK Vorwärts Frankfurt/O.       | 28 / 15   |
| 05. | Helge Janeck       | SC Dynamo Berlin                | 24 / 0–   |
| 05. | Stephan Hauck      | SC Dynamo Berlin                | 24 / 06   |
| 05. | Raik Bauer         | SC Leipzig                      | 24 / 12   |
| 08. | Andreas Fink       | SC Magdeburg                    | 21 / 0–   |
| 08. | Frank Nitschke     | SG Stahl Brandenburg/Kirchmöser | 21 / 0–   |
| 10. | Frank Groß         | SG Stahl Brandenburg/Kirchmöser | 20 / 03   |